# Lipstick lesbian

Drapeau des fiertés des lesbiennes lipstick (créé sur un blog en 2010).

Drapeau des fiertés des lesbiennes lipstick sans marque de baiser.

« Lesbienne lipstick » (lipstick lesbian, « lesbienne rouge à lèvres ») est une expression argotique issue de l'anglais désignant une lesbienne qui adopte des attributs genrés dits féminins tels que le maquillage (d'où « lipstick » qui signifie « rouge à lèvres »), le port de robes ou de jupes et autres caractéristiques associées aux femmes. Dans le langage courant, le terme lesbienne lipstick est également utilisé pour caractériser l'expression de genre féminine des femmes bisexuelles qui s'intéressent de façon romantique ou sexuelle à d'autres femmes ou plus généralement intéressées par les relations sexuelles entre femmes féminines,.   

## Voir également
- Butch-fem
- Lesbienne chapstick
- Lesbian until graduation